# Дігомська битва (1567)
Дігомська битва була частиною кампанії, розпочатої Картлійським царем Симоном I, спрямованої на визволення столиці Тбілісі від персів 1567 року.

## Передісторія
Після тривалого періоду хаосу та занепаду, Грузинське царство розпалося в 1490 на три незалежних царства: Картлі, Кахеті та Імереті. Окрім того, на кордонах грузинської держави з'явились два грізних противника: Сефевідська Персія та Османська імперія. Невдовзі турки завоювали всю Західну Грузію, натомість Картлі й Кахеті увійшли до сфери впливу Сефевідів. Це було закріплено миром в Амасьє 1555 року. Грузинські царі мали боротись самотужки проти мусульманських завойовників. У Тбілісі було поставлено постійний перський гарнізон.
У 1556 король Луарсаб I здобув перемогу при Гарісі, але загинув у тій битві, залишивши трон своєму сину Симону I. Останньому, як і його батьку, довелось боротись за престол зі своїм двоюрідним братом Дауд-ханом.

## Битва
Симон I був натхнений перемогою при Гарісі й вирішив продовжити шлях до Тбілісі, столиці королівства, зайнятої Дауд-ханом.
1567 року війська Симона I просувались берегом Кури, в долині Дігомі, села, що розташовувалось неподалік від Тбілісі. Несподівано перські війська під проводом Дауд-хана здійснили вилазку проти грузинських військ з метою попередження (чи затримки) їхнього просування на Тбілісі. Втім Симону I на чолі власних військ удалось розгромити противника, втративши при цьому 2 000 воїнів. Дауд-хан відступив і зачинився за міськими стінами Тбілісі, натомість грузинське військо продовжувало звільняти Грузію від персів.

## Наслідки
Внаслідок значних втрат у битві, а також через активність Дауд-хана, що зростала, грузинські війська не змогли продовжити облогу Тбілісі. Це, однак, було частково компенсовано новою перемогою при Самадло 1568 року. Ув'язнення 1569 року Симона I перськими військами тимчасово зупинило визвольний рух Картлі, залишивши за Дауд-ханом і Кизилбашами значну частину царства.